# Burgos-BH/Saison 2019
Dieser Artikel listet Erfolge und Fahrer des Radsportteams Burgos-BH in der Saison 2019 auf.

## Erfolge in der UCI WorldTour
In der Saison 2019 gelangen dem Team nachstehende Erfolge in der UCI WorldTour.
| Datum      | Rennen                    | Fahrer        |
| ---------- | ------------------------- | ------------- |
| 28. August | 5. Etappe Vuelta a España | Ángel Madrazo |

## Erfolge in der UCI Asia Tour
In der Saison 2019 gelangen dem Team nachstehende Erfolge in der UCI Asia Tour.
| Datum    | Rennen                          | Kat. | Fahrer         |
| -------- | ------------------------------- | ---- | -------------- |
| 27. Juli | 13. Etappe Tour of Qinghai Lake | 2.HC | Matthew Gibson |

## Erfolge in der UCI Europe Tour
In der Saison 2019 gelangen dem Team nachstehende Erfolge in der UCI Europe Tour.
| Datum    | Rennen                                                 | Kat. | Fahrer         |
| -------- | ------------------------------------------------------ | ---- | -------------- |
| 14. Juli | 3. Etappe Grande Prémio Internacional de Torres Vedras | 2.2  | José Fernandes |

## Mannschaft
| Teamkader 2019          | Teamkader 2019    | Teamkader 2019         | Teamkader 2019                      |
| Name                    | Geburtsdatum      | Land                   | Vorheriges Team                     |
| ----------------------- | ----------------- | ---------------------- | ----------------------------------- |
| Nuno Bico               | 3. Juli 1994      | Portugal               | Movistar Team (2018)                |
| Jetse Bol               | 8. September 1989 | Niederlande            | Manzana Postobón (2018)             |
| Óscar Cabedo            | 12. November 1994 | Spanien                | Seguros Bilbao (2016)               |
| Jorge Cubero            | 6. November 1992  | Spanien                |                                     |
| Jesús Ezquerra          | 30. November 1990 | Spanien                | Sporting-Tavira (2017)              |
| José Neves              | 30. Oktober 1995  | Portugal               | W52-FC Porto (2018)                 |
| Matthew Gibson          | 2. September 1996 | Vereinigtes Königreich | JLT Condor (2018)                   |
| Victor Langellotti      | 7. Juni 1995      | Monaco                 | UC Monaco (2017)                    |
| Daniel López            | 21. Januar 1994   | Spanien                |                                     |
| Ángel Madrazo           | 30. Juli 1988     | Spanien                | Delko-Marseille Provence-KTM (2018) |
| James Mitri             | 28. Februar 1999  | Neuseeland             |                                     |
| Manuel Peñalver         | 10. Dezember 1998 | Spanien                | Trevigiani-Phonix-Hemus 1896 (2018) |
| Álvaro Robredo          | 3. April 1993     | Spanien                |                                     |
| Diego Rubio             | 13. Juni 1991     | Spanien                | Caja Rural-Seguros RGA (2017)       |
| Nícolas Sessler         | 29. April 1994    | Brasilien              | Lizarte (2017)                      |
| Jaume Sureda            | 25. Juli 1996     | Spanien                |                                     |
| Ricardo Vilela          | 18. Dezember 1987 | Portugal               | Manzana Postobón (2018)             |
|                         |                   |                        |                                     |
| Quelle: ProCyclingStats |                   |                        |                                     |